# Varnice
Varnice (cyr. Варнице) – wieś w Serbii, w okręgu morawickim, w gminie Gornji Milanovac. W 2011 roku liczyła 120 mieszkańców.